# TeCo
Teco is een historisch merk van motorfietsen.
Teco Motorenbau GmbH, later Teco-Werke GmbH, Stettin (1920-1926).
In de jaren twintig hoorde het nu Poolse Szczecin nog bij Duitsland. Teco bouwde 198cc-motorfietsen met kop/zijklep- en kopklepmotoren en op het laatst ook een model met 346cc-Kühne-kopklepmotor.